# Utva (fiume)
La Utva (in kazako Шыңғырлау?, Shyńǵyrlaú; in russo Утва?) è un fiume del Kazakistan (Regione del Kazakistan Occidentale) affluente di sinistra dell'Ural.
Le sorgenti dell'Utva si trovano sull'altopiano del basso Ural ad un'altitudine di 250 m. Il fiume scorre mediamente in direzione nord-occidentale. Il canale è tortuoso, soprattutto nella parte bassa. Le acque del fiume sono utilizzate per l'irrigazione e l'approvvigionamento idrico. Ha una lunghezza di 290 km, l'area del suo bacino è di 6 940 km². Il fiume gela da novembre a metà aprile.
La città di Aqsaj si trova vicino al fiume sulla riva destra. 